# Département de Matam
Pour les articles homonymes, voir Matam.
Le département de Matam est l’un des 46 départements du Sénégal et l'un  des trois départements de la région de Matam, dans l'est du pays.

## Organisation territoriale
Son chef-lieu est la ville de Matam.
L' arrondissements est :
- Arrondissement de Ogo

Cinq localités ont le statut de commune :
- Matam
- Ourossogui
- Thilogne
- Nguidjilone
- Bokidiawé
- Agnam

## Géographie

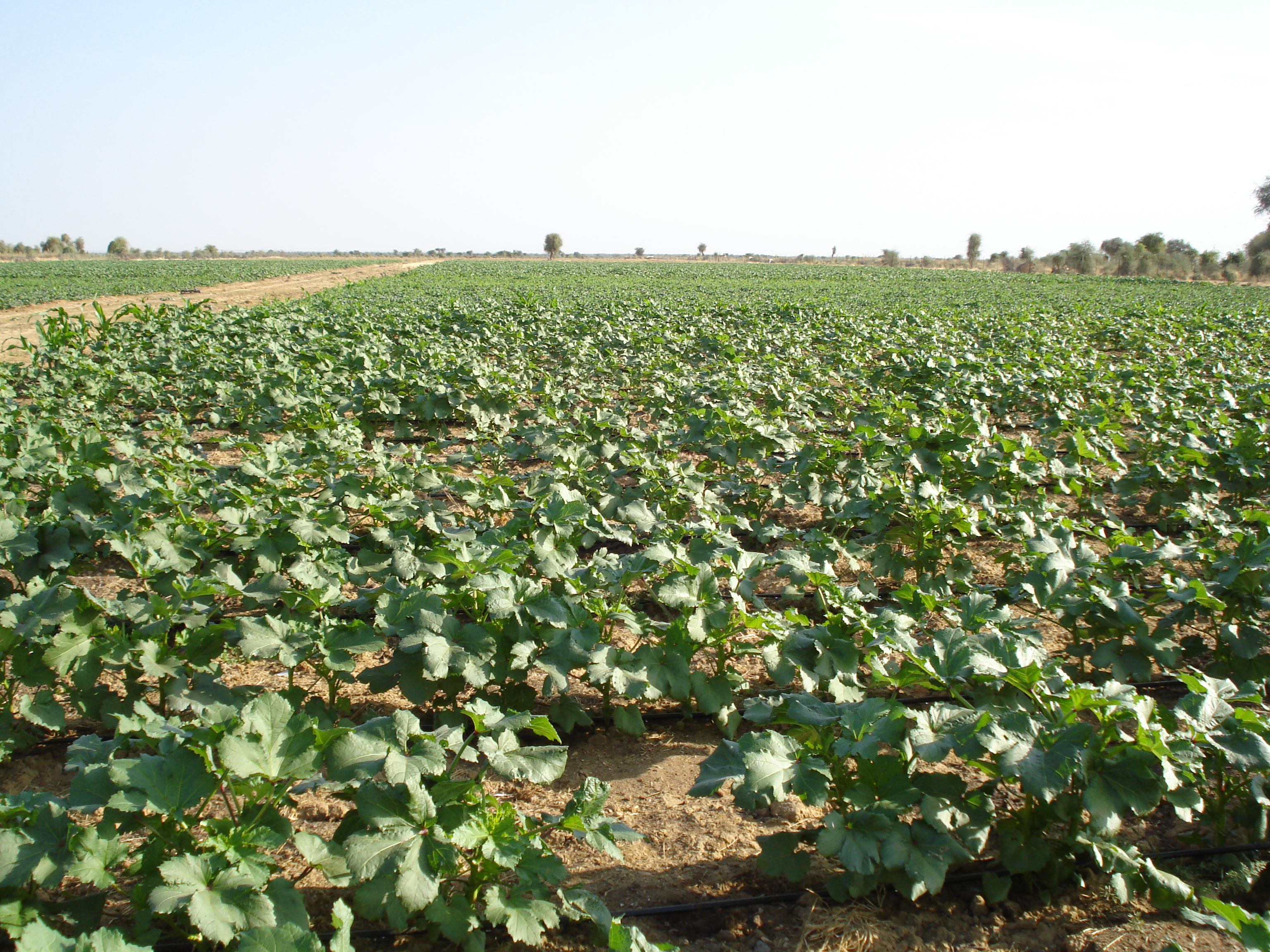
Jardin communautaire à Agnam-Goly, dans le Walo, à proximité du fleuve

### Population
Lors du recensement de décembre 2002, la population était de 209 463 habitants. En 2005, elle était estimée à 233 179 personnes. 